# Caucus van North Dakota 2008
De caucus van North Dakota is een voorverkiezing die op 5 februari 2008 werd gehouden, de dag van Super Tuesday. Barack Obama en Mitt Romney wonnen.

## Democraten
| Legenda: | Teruggetrokken voor de primary |

| North Dakota Democratische causus 2008 | North Dakota Democratische causus 2008 | North Dakota Democratische causus 2008 | North Dakota Democratische causus 2008 |
| Kandidaat                              | Stemmen                                | Percentage                             | Nationale gedelegeerden                |
| -------------------------------------- | -------------------------------------- | -------------------------------------- | -------------------------------------- |
| Barack Obama                           | 11.625                                 | 61,15%                                 | 8                                      |
| Hillary Clinton                        | 6.948                                  | 36,55%                                 | 5                                      |
| John Edwards                           | 283                                    | 1,49%                                  | 0                                      |
| Dennis Kucinich                        | 72                                     | 0,38%                                  | 0                                      |
| Mike Gravel                            | 31                                     | 0,16%                                  | 0                                      |
| Anderen                                | 53                                     | 0,28%                                  | 0                                      |
| Totaal                                 | 19.012                                 | 100,00%                                | 13                                     |

## Republikeinen
| North Dakota Republikeinse causus 2008 | North Dakota Republikeinse causus 2008 | North Dakota Republikeinse causus 2008 | North Dakota Republikeinse causus 2008 |
| Kandidaat                              | Stemmen                                | Percentage                             | Gedelegeerden                          |
| -------------------------------------- | -------------------------------------- | -------------------------------------- | -------------------------------------- |
| Mitt Romney                            | 3.490                                  | 35,82%                                 | 8                                      |
| John McCain                            | 2.224                                  | 22,83%                                 | 5                                      |
| Ron Paul                               | 2.082                                  | 21,37%                                 | 5                                      |
| Mike Huckabee                          | 1.947                                  | 19,98%                                 | 5                                      |
| Totaal                                 | 9.743                                  | 100%                                   | 23                                     |